# Cantó de Margarida
El cantó de Margaridas (en francès: Marguerittes) és un cantó francès del departament del Gard, a la regió d'Occitània. Està inclòs al districte de Nimes, té 8 municipis i el cap cantonal és Margaridas.

## Municipis
- Besoça
- Cabrièiras
- Ledenon
- Manduèlh
- Margaridas
- Pous (Gard)
- Redeçan
- Sent Gervasi